# Explorado
Das Explorado (Eigenschreibweise: EXPLORADO) ist ein Kindermuseum als Mitmachausstellung für Kinder zwischen vier und zwölf Jahren. Es hat eine Gründungsgeschichte beginnend 1996 in Essen, dann Duisburg. Seit dem 12. Oktober 2024 ist es am Standort Troisdorf.

## Konzept
Im Explorado haben die jungen Besucher die Möglichkeit, sich aktiv mit ihrer Lebensumwelt auseinanderzusetzen und Phänomene des Alltags zu erforschen. Damit hebt es sich bewusst von klassischen Museen ab und orientiert sich stattdessen an den amerikanischen children's museums mit ihren Prinzipien: hands on, hearts on, minds on.
- Hands on (erfahrungsbedingt): Die Kinder können durch körperliche Erfahrung entdecken und lernen. Aufgrund der kinderfreundlichen Gestaltung spielen sie und haben dabei eine Menge Spaß.
- Hearts on (emotionsbedingt): Die Kinder fühlen sich akzeptiert, da die Ausstellung für sie geschaffen wurde und auf ihre Wünsche und Bedürfnisse eingeht.
- Minds on (lernbedingt): Kinder erkennen, dass es komplexe Zusammenhänge in ihrer Umwelt gibt, die viele Aspekte miteinander verknüpfen. Sie erfahren, dass hinter selbstverständlichen Dingen der Einsatz von viel Technik und Energie steht.

Die drei Prinzipien werden für Kinder anschaulich durch die Explorado-Symbole Hand, Herz und Verstand dargestellt.

## Geschichte
Ein erster Modellversuch zur Etablierung dieses Konzepts in Deutschland startete bereits in den 1990er Jahren auf dem Gelände der Zeche Carl, einem soziokulturellen Zentrum in Essen. Mit dem erklärten Ziel, die Bedürfnisse der Kinder und Jugendlichen zu ermitteln, öffnete das Carloseum von 1996 bis 1999 seine Pforten. Ermöglicht wurde der Betrieb durch Fördergelder des Programms „Gestaltung des Schullebens und Öffnung von Schule“ (GÖS) und der Deutschen Bundesstiftung Umwelt. Im Rahmen des Projekts wurde das Konzept eines Mitmachbauplatzes entwickelt, das Kindern ermöglichen sollte, alles das zu tun, was sie sonst nur durch ein Loch im Bauzaun beobachten können.
Im Rahmen der Internationalen Bauausstellung 1997 machten Herr Professor Ganser und Frau Ministerin Brusis das Angebot, das Kindermuseum in Duisburg zu realisieren, da die Stadt Essen kein Interesse an einer Fortführung des Carloseums zeigte. Zu diesem Zweck wurde der Verein Kindermuseum Innenhafen Duisburg e. V. gegründet, der das Projekt ATLANTIS in Duisburg vorantreiben sollte. Während der Sommermonate 2000 und 2002 wurde der Mitmachbauplatz dann zweimal äußerst erfolgreich im Duisburger Innenhafen betrieben und im Jahr 2004 eröffnete schließlich das Atlantis Kindermuseum. Nach über drei Jahren Betrieb am Standort musste das Atlantis allerdings aus finanziellen Gründen am 4. November 2007 geschlossen werden. 
In den Folgejahren zog dann das Legoland Discovery Center in den Werhahnspeicher, welches aber nach nur wenigen Jahren Duisburg den Rücken kehrte und nach Oberhausen umzog. Daraufhin wurde die ursprüngliche Idee eines Kindermuseums wieder aufgegriffen und nach kurzer Umbauphase konnte das Explorado am 8. Juni 2013 Eröffnung feiern. Betreiber war die Explorado Operations Oberhausen GmbH. Das Angebot wurde kontinuierlich erweitert und ausgebaut. Das Zuhause des Explorado Kindermuseums war dabei der westliche Teil der Werhahnmühle. Dieser war 2001 und 2002 zu einem Ausstellungs- und Bürokomplex umgebaut worden. Das Kindermuseum belegte dabei das gesamte ehemalige Speichergebäude sowie mehrere Etagen des dahinter liegenden Silobereichs. Für Atmosphäre im Inneren sorgte die denkmalgeschützte Balkenkonstruktion, gepaart mit moderner Ausstellungstechnik. Zudem hatten die Besucher von allen Etagen einen guten Blick auf den Duisburger Innenhafen. Im November 2021 wurde bekannt, dass das Explorado Duisburg verlässt.
Am 12. Oktober 2024 eröffnete das Eldorado am neuen Standort in Troisdorf im Freizeitzentrum Happy Franky.

## Ehemaliger Standort Duisburg
Die Ausstellung war speziell für Kinder geschaffen worden und bot auf insgesamt drei Etagen und 3000 Quadratmetern genügend Platz zum Forschen und Entdecken. In verschiedenen Themenbereichen konnten Kinder ihre Lebensumgebung und deren Geheimnisse spielerisch erforschen und Einblicke gewinnen, die ihnen im Alltag oft verwehrt blieben.
So wurde den jungen Besuchern im Bereich „TechnikTester“ die Welt des Bau- und Verkehrswesens näher gebracht. Mit Bauhelm und Handschuhen ausgerüstet konnten Wände hochgezogen und Häuser gebaut werden. In der Explorado-Fahrschule machten auch schon die jüngsten Besucher einen Führerschein und drehten anschließend einige Runden auf dem Parcours.
Ein großer Lastkahn im Erdgeschoss samt nebenstehender Mühle stellte darüber hinaus den historischen und kulturellen Bezug zum Werhahnspeicher und dem Duisburger Innenhafen her. Im Rollenspiel wurde der Lastkahn entladen und die an Land gebrachten Getreidesäcke mittels einer Lorenbahn zur nebenstehenden Mühle transportiert. Dort wurden die Schritte der Getreideverarbeitung für die Kinder anschaulich und nachvollziehbar dargestellt. Gemäß dem Konzept wurden die Kinder hier selbst zu Handelnden und beobachteten nicht nur, sondern setzten die Mühle über Hebel und Drehräder selbst in Bewegung.
Mitte 2014 holte das Explorado zudem den Weltrekord für die längste Kugelbahn nach Duisburg. Die Kugeln wurden mit Luftdruck bis unters Dach geschossen und gingen von dort aus auf eine 1288,58 Meter lange Reise bis in den Keller des Werhahnspeichers. Selbstverständlich hatten die Besucher die Möglichkeit, den Weg der Kugeln zu verfolgen.

## Standort Troisdorf
Das Mitmach-Kindermuseum nutzt die komplette zweite Etage im Freizeitzentrum Happy Franky und besitzt einen eigenen getrennten Eingang auf der Rückseite des Gebäudes. Auf ebenfalls 3.000 Quadratmetern sind Exponate aus dem vorherigen Standort Duisburg als auch vom ehemaligen Odysseum in Köln-Kalk untergebracht, die beide die gleiche Kölner Betreibergruppe Explorado Group hatten. Daneben findet einmal im Monat auch eine Rollschuhdisco statt von 18 Uhr für Kinder und ab 20 Uhr für über 18-jährige.